# Người trở về
Người trở về là bộ phim điện ảnh chính kịch của Việt Nam do Hãng phim Điện ảnh Quân đội nhân dân sản xuất, phát hành năm 2015 do Đặng Thái Huyền đạo diễn, đồng tác giả kịch bản với Nguyễn Thu Dung lấy ý tưởng từ truyện ngắn "Người về bến sông Châu" của Đại tá, nhà văn Sương Nguyệt Minh. Đây cũng được xem là dự án phim truyện nhựa màu 35mm cuối cùng của điện ảnh Việt Nam.

## Nội dung
Lấy bối cảnh một địa phương Miền bắc Việt Nam khoảng một năm sau ngày đất nước thống nhất. Mây, một nữ quân y, trở về quê với niềm vui đoàn tụ gia đình và gặp lại San – mối tình thề hẹn trước ngày ra trận. Trớ trêu thay, ngày Mây về lại là ngày cưới của San, đồng thời gia đình cũng đang chuẩn bị làm đám giỗ khi nhận được giấy báo tử của cô tròn một năm trước.
Không muốn thêm một người phụ nữ nữa đau khổ, Mây từ chối ý định “cùng nhau làm lại từ đầu” của San. Mây hàng ngày chứng kiến hạnh phúc gia đình mà Thanh – vợ San cố phô bày, cùng sự dùng dằng của người yêu cũ, cô thường xuyên dằn vặt nỗi ám ảnh của chiến tranh, sự hy sinh của đồng đội . Để tránh khó xử cho cả ba người, Mây rời nhà ra bến đò, sống cô độc, cho đến ngày Quang tìm về tận bến sông Châu tìm cô.

## Diễn viên
- Lã Thanh Huyền trong vai Mây
- Trương Minh Quốc Thái trong vai Quang
- Phạm Tiến Lộc trong vai San
- Nguyễn Thu Thủy trong vai Thanh
- Nguyễn Như Quỳnh trong vai Mẹ San
- Lê Dũng Nhi trong vai Ông Ba (bố Mây)
- Lê Cường Việt trong vai Ông Quảng
- Lê Thiện Tùng trong vai Phán
- Lê Thu Hằng trong vai Xoan
- Nguyễn Thu Trang trong vai Liễu

## Sản xuất
Sau thành công với bộ phim Mười ba bến nước. Từ năm 2010, Đặng Thái Huyền có ý định chuyển thể tác phẩm "Người về bến sông Châu" của nhà văn Sương Nguyệt Minh, nhưng vì chưa đủ kinh nghiệm nên bà chưa thực hiện được ý định này. Quá trình sản xuất Người trở về được bắt đầu năm 2013. Bộ phim được đạo diễn Nguyễn Khắc Lợi cố vấn về mặt nghệ thuật và nhà quay phim Lý Thái Dũng làm cố vấn hình ảnh bối cảnh chiến tranh.
Có kinh phí hơn 10 tỉ đồng, dù có bối cành là mùa hè nhưng Người trở về được ghi hình trong 3 tháng tại miền Bắc VIệt Nam, một số cảnh quay tại vùng núi Ba Vì, Hòa Bình với điều kiện thời tiết mùa đông khắc nghiệt, có khi xuống tới 6-độ.
Quay phim chính là Trịnh Quang Tùng, từng giành giải hai giải Quay phim xuất sắc của Liên hoan phim Việt Nam với hai phim do Đặng Thái Huyền đạo diễn trước đó là Mười ba bến nước và Đêm vùng biên. Người trở về là bộ phim thứ tư họ cùng hợp tác.

## Phát hành
Người trở về có buổi công chiếu ra mắt ngày 27 tháng 8 năm 2015 tại Hà Nội.
Bộ phim được công trình chiếu trong 3 tháng với 12 suất chiếu tại Trung tâm Văn hóa Kim Đồng và 22 suất chiếu khu vực phía Nam  tại cụm rạp của CGV Việt Nam.

## Đón nhận

### Đánh giá
Nhà văn Nguyễn Văn Thọ nhận xét "kịch bản phim Người trở về khá vững, sáng tạo và có nhiều sự thay đổi so với nguyên tác văn học...Không xơ cứng bám nguyên tác văn học, Đặng Thái Huyền và Nguyễn Thu Dung trên đặc thù của ngôn ngữ điện ảnh đã cấu trúc lại logic, để đẩy lên tột cùng mâu thuẫn, giàu kịch tính, sáng tỏ rõ hơn thông điệp nhà văn đã đưa ra." Phim hoàn toàn được làm hậu kỳ trong nước trong khoảng 1 năm, nên hiệu quả hình ảnh chưa tốt, theo nhà quay phim Trịnh Quang Tùng thì đây là điều đáng tiếc.

### Giải thưởng
| Năm  | Giải thưởng                        | Hạng mục      | Đề cử              | Kết quả           | Nhận giải                        | Chú thích    |
| ---- | ---------------------------------- | ------------- | ------------------ | ----------------- | -------------------------------- | ------------ |
| 2015 | Liên hoan phim Việt Nam lần thứ 19 | Phim điện ảnh | Biên kịch xuất sắc | Đoạt giải         | Nguyễn Thu Dung, Đặng Thái Huyền | [ 18 ] [ 4 ] |
| 2015 | Liên hoan phim Việt Nam lần thứ 19 | Phim điện ảnh | Phim xuất sắc      | Giải Khuyến khích | (bộ phim)                        | [ 18 ] [ 4 ] |
| 2016 | Giải Cánh diều 2015                | Phim điện ảnh | Phim xuất sắc      | Cánh diều Bạc     | (bộ phim)                        | [ 19 ]       |